# Nkoulaze
Nkoulaze est un village du Cameroun situé dans le département du Dja-et-Lobo et la Région du Sud, sur la route de Metom à Akom. Il fait partie de la commune de Bengbis.

## Population
En 1963, Nkoulaze comptait 91 habitants, pour la plupart des Boulou. Lors du recensement de 2005, 106 personnes y ont été dénombrées.